# Khaled Mashal
Khaled Mashal (àrab: خالد مشعل, Ḫālid Maxʿal) (Silwad, 28 de maig de 1956) és un líder polític palestí i el cap del braç polític de Hamàs des de l'assassinat d'Abdel Aziz al-Rantissi el 2004.
Després de la fundació de Hamàs el 1987, Mashal va arribar a dirigir la branca kuwaitiana de l'organització. Es va traslladar de Kuwait a Jordània el 1991. Des de l'expulsió dels líders de Hamàs de Jordània l'agost de 1999, Mashal vivia a Qatar abans de traslladar-se a la capital siriana de Damasc el 2001. El 2012 va tornar a Qatar arran de la guerra civil siriana.

## Biografia
Mashal va néixer a Silwad, una localitat situada al nord de Ramal·lah, el 1956. Va assistir a l'Escola Primària de Silwad fins a la Guerra dels Sis Dies de 1967. Posteriorment, el seu pare va mudar la seva família a Kuwait per raons financeres. El 1971 Mashal es va unir als Germans Musulmans. Es va llicenciar en Física per la Universitat de Kuwait.

### Pertinença a Hamàs
Quan estava estudiant a la Universitat de Kuwait, Mashal va encapçalar la llista Justícia Islàmica (qa’imat al-haq al-islamiyya) a les eleccions de la Unió General d'Estudiants Palestins (UGEP) de 1977. La base ideològica de la llista de Justícia Islàmica era el moviment islàmic palestí, com a part dels Germans Musulmans. Després de la fi de les eleccions de la UGEP, el 1980, Mashal es va unir a la Lliga Islàmica pels Estudiants Palestins (al-rabita al-islamiyya li talabat filastin). Mashal va excercir de mestre a Kuwait des de 1978 fins a 1984. Es va casar el 1980 i és pare de tres filles i quatre fills.
El 1983 el moviment islàmic palestí va convocar una conferència interna i tancada en un estat àrab. Hi eren presents delegats de Cisjordània, la Franja de Gaza i refugiats palestins de diversos estats àrabs. Va ser una fita important, ja que va establir les bases per a la creació de Hamàs. Mashal va formar part de la direcció del projecte de construcció d'un moviment palestí islàmic des dels seus inicis. Després de 1984 es va dedicar al projecte a temps complet.
Va viure a Kuwait fins a l'esclat de la Guerra del Golf (1991). Quan Iraq va envair Kuwait, es va traslladar a Jordània i va començar a treballar directament amb Hamàs. Ha estat membre de la branca política de Hamàs des de la seva creació i n'és el cap des de 1996.

### Intent d'assassinat
El 25 de setembre de 1997 Khaled Mashal, aleshores considerat cap de la branca jordana de Hamàs, va ser el blanc d'un intent d'assassinat perpetrat pel Mossad sota les ordres del primer ministre israelià Benjamin Netanhayu i el seu gabinet de seguretat, com a represàlia als esclats de bombes del mercat de Mahane Yehuda (Jerusalem) de 1997. Per efectuar l'assassinat, dos agents del Mossad amb passaports canadencs falsos van entrar a Jordània, país on vivia Mashal. Els agents del Mossad es van esperar a l'entrada de les oficines de Hamàs a Amman fins que Mashal va entrar a la seva oficina, moment en què un dels agents es va acostar per darrere i li va col·locar un aparell de ràpida transmissió de verí a l'orella esquerra. Poc després els dos agents israelians van ser capturats.
Immediatament després de l'incident, el rei Hussein I de Jordània va exigir a Benjamin Netanyahu l'antídot del verí, amenaçant de trencar relacions diplomàtiques i de provar-lo amb els agents israelians detinguts. En un primer moment Netanyahu s'hi va negar, però l'incident va augmentar d'importància política en poc temps. Les relacions entre Israel i Jordània es van deteriorar ràpidament i el rei Hussein va amenaçar de deixar sense validesa l'històric tractat de pau de 1994 entre els dos països si morís Meshal; el president dels EUA Bill Clinton hi va intervenir i va obligar a Netanyahu a lliurar l'antídot. D'aquesta manera, el cap del Mossad, Danny Yatom, va volar a Jordània, amb el consentiment del primer ministre, portant un antídot per a Mashal. No obstant això, els metges del Centre Mèdic Rei Hussein, on Meshal estava en coma, ja li havien administrat el mateix antídot (naloxona, un antiopioide) després d'observar que els símptomes de Meshal estaven relacionats amb una sobredosi d'opioide.
L'antídot probablement li va salvar la vida. Després de l'incident, Mashal va afirmar a la revista Third Way: «Les amenaces israelians aconsegueixen un dels dos efectes: algunes persones se senten intimidades, però altres es tornen més desafiants i decidides. Jo soc una d'aquestes últimes». Encara que els governs d'Israel i Jordània van negar que es van dur a terme negociacions d'intercanvi de presoners, el líder espiritual de Hamàs, Àhmad Yassín, va ser alliberat de la presó israeliana, tot i complir cadena perpètua, immediatament després que els dos agents israelians fossin deportats a Israel per les autoritats jordanes. A continuació, més presoners palestins i jordans van ser alliberats per Israel.

### Exili
El 1999, l'organització Hamàs va ser prohibida a Jordània. El rei Abdallah II de Jordània va acusar Hamàs d'usar territori jordà per a activitats il·legals, i els aliats de Hamàs d'intentar pertorbar el tractat de pau entre Jordània i Israel. El mateix any, Jordània va detenir els principals líders de Hamàs, incloent-hi Mashal, Mousa Abu Marzook, i cinc persones més en el moment de la seva arribada a Jordània des de l'Iran. Van ser acusats de pertànyer a una organització declarada il·legal per Jordània, de possessió il·legal d'armes lleugeres i granades de mà, de frau i la recaptació de fons il·legals. Mashal va ser expulsat de Jordània i es va traslladar inicialment a Qatar. Llavors, el 2001, es va traslladar a Damasc (Síria).

### Líder de Hamàs
Amb l'abatiment com a represàlia israeliana contra els atemptats suïcides de Hamàs, del xeic Àhmad Yassín el 22 de març de 2004 i el 17 d'abril del seu successor Abdel Aziz al-Rantissi, es va erigir com a líder de l'organització.
Mashal va ser molt crític amb el president de l'Autoritat Nacional Palestina Iàssir Arafat, sovint negant-se a seguir les directrius emeses per l'Autoritat Palestina sobre els altos el foc amb Israel. Mashal va ser considerat un personatge clau darrere d'aquesta política, juntament amb el xeic Àhmad Yassín. No obstant això, Mashal va assistir al funeral d'Arafat, a El Cairo el 12 de novembre de 2004.
El 29 de gener de 2006, després de la victòria de Hamàs a les eleccions legislatives palestines de 2006 Mashal Hamas va declarar que no en preveia el desarmarmament. Va declarar que Hamàs estava disposada a «unificar les armes de les faccions palestines, amb el consens palestí i formar un exèrcit com qualsevol Estat independent... un exèrcit que protegeixi el nostre poble contra l'agressió». Més tard, el 13 de febrer de 2006, Mashal va afirmar que Hamàs posaria fi a la lluita armada contra Israel si tornés a les fronteres anteriors a 1967 i reconegués el dret de retorn palestí. Mashal va advertir als palestins d'arreu del món contra els intents de separar els assumptes libanesos i palestins el 5 de març de 2008 entrevista a Al Jazeera English, citant la signatura de Hamàs a la Declaració del Caire, de 2005, i al Document dels presoners palestins, i va negar qualsevol postura de rebuig. En una entrevista a Sky News el 30 de març de 2008 Mashal va afirmar que Hamàs no reconeixeria Israel i va donar suport als atacs suïcides de Hamàs argüint que es tractava de «resistència palestina» enfront dels «crims israelians».
L'expresident dels EUA Jimmy Carter es va reunir amb Mashal el 21 d'abril de 2008 i va arribar a un acord amb el qual Hamàs acceptaria la creació d'un Estat palestí a Cisjordània i a la Franja de Gaza, sempre que el poble palestí ho avalés en un referèndum. Hamàs, més tard, va oferir una treva de deu anys si Israel tornava a les fronteres de 1967 i reconeixia a tots els refugiats palestins el seu «dret de retorn». Israel no va respondre a l'oferta. Posteriorment, el 27 de maig de 2008, Mashal es va reunir amb el líder suprem de l'Iran, Ali Khamenei, a Teheran i va afirmar que «la nació palestina continuarà la seva resistència malgrat totes les pressions i en cap cas acabarà amb la seva gihad». Hamàs va dir que no se sentia obligada a complir el «Full de Ruta per a la Pau» promogut pel Quartet per l'Orient Mitjà, ja que Israel no estava respectant els seus compromisos amb el «full de ruta». Hamàs va rebutjar la creació d'una «entitat palestina […] sense sobirania real, la tasca principal de la qual és la de mantenir la seguretat d'Israel».
Mashal va participar en la negociació d'un acord d'intercanvi de presoners que va alliberar al soldat israelià capturat Gilad Shalit a canvi de més de 1000 presoners palestins a Israel. Shalit va ser capturat a l'interior d'Israel prop de la frontera meridional de la Franja de Gaza per una coalició de grups paramilitars palestins, entre els quals es troba Hamàs, que havien creuat la frontera a través d'un túnel subterrani prop del pas fronterer de Kerem Shalom. El 10 de juliol de 2006 Mashal va mencionar amb autoritat el presoner israelià, afirmant que Shalit era un presoner de guerra i exigint un intercanvi de presoners. El 18 de juny de 2008 Israel va anunciar un alto el foc bilateral amb Hamàs, que es va iniciar formalment el 19 de juny de 2008. L'acord va ser aconseguit després de les converses entre els dos afectats realitzades amb la mediació d'Egipte al Caire. Com a part de la treva, Israel va acordatr reprendre la navegació comercial limitada a través de la seva frontera amb Gaza, excepte alguna ruptura de l'acord de pau provisional, i Hamàs va donar a entendre que anava a discutir l'alliberament de Shalit. No obstant això, el 29 de juliol de 2008 el president de l'Autoritat Palestina Mahmud Abbas va expressar la seva forta oposició a l'alliberament de 40 diputats de Hàmas del Parlament palestí a canvi de Shalit. El 2 d'octubre de 2009, després de l'intercanvi de 20 presoners palestins per un vídeo que provava la vida de Shalit, Khaled Mashal es va comprometre a capturar més soldats. El 18 d'octubre de 2011 Shalit va ser alliberat i lliurat a Israel a canvi de 1.027 presoners palestins.
El 2010, la revista britànica New Statesman va posicionar Khaled Mashal com a número 18 a la llista de «les 50 figures més influents del món el 2010». El febrer de 2012, a causa de l'adveniment de la guerra civil siriana, Mashal va abandonar Síria i va tornar a Qatar. Poc després, va anunciar el seu suport a l'oposició siriana. El 2012, va visitar Gaza per primera vegada, per celebrar el 25è aniversari de Hamàs.
Al febrer de 2012, pel desenvolupament de la guerra civil siriana, Mashal va abandonar Síria i va retornar a Qatar. Amb l'adveniment del conflicte, Hamàs es va distanciar del règim sirià i va tancar les seves oficines de Damasc. Poc després, Mashal va anunciar el seu suport a l'oposició siriana, cosa que va provocar que la televisió estatal siriana emetés un «atac fulminant» d'ell. Durant aquest temps ha fet gestions tant a Doha i El Caire.
El desembre de 2012, després de l'Operació Columna de Núvol i la treva entre Israel i Hamàs, Mashal va anunciar que visitaria Gaza, després de 37 anys d'exili.

### Final de mandat
En agost de 2017, Ismail Haniyeh va ser escollit líder de Hamàs les eleccions secretes al Consell Shura de l'organització, en substitució de Khaled Meshaal, que no podia optar a la reelecció. Haniyeh va ser el primer ministre de la Franja de Gaza des de les eleccions de 2006 fins que el 14 de juny de 2007 el president palestí Mahmoud Abbas el va destituir, però Hamàs va ignorar la decisió d'Abbas i Haniyeh va continuar actuant de facto com a líder polític de Gaza.

### Nou liderat
Khaled Mashal fou escollit nou líder de l'organització en octubre de 2024 després de la mort de Yahya Sinwar durant la Guerra entre Israel i Gaza de 2023.